# Јасладањ
Јасладањ (мађ. Jászladány) је насеље у Мађарској. Јасладањ је веће насеље у оквиру жупаније Јас-Нађкун-Солнок. 

## Географија

### Локација
Насеље покрива површину од 9.273 km2 (3.580 sq mi) и има популацију од 5.642 становника (процена за 2013.)
Јасладањ се налази на северном ободу жупаније, у југоисточном делу Јасшага. Непосредно суседна насеља су: Јаскишер са севера, Тисашили са истока, Бешењсег са југоистока, Сасберек са југа и Јасалшосентђерђ са запада. Од важнијих насеља у региону, Јаношхида је удаљен 9 километара, Јасапати је удаљен 20 километара, а Солнок 24 километра.

## Историја
Археолошки налази из овог краја су углавном из бакарног и римског доба, а према Ференцу Фодору, први пут се помиње 1067. године у повељи опатије Засти.
Други извори истичу писани помен из 1399. године (Ладан), а 1550. године под именом Јас Ладан, 1567. се зове Јаз Ладањ, 1828. године се у разним документима помиње као Ладањ, а 1910. већ се помиње под данашњим именом Јасладањ. Порекло његовог имена је непознато, али га неки људи изводе од речи "лада". Ференц Фодор претпоставља да су га првобитно насељавали Печенези.
После преокрета у турско време, насеље је поново насељено, основана је парохија, подигнута је камена црква 1736. године и постала самостална матична црква. Године 1745. Јасладањ је уврштен међу откупна насеља, а 1828. краљ Ференц II доделио је Ладању четири национална сајма заједно са статусом трговишта, али је 1876. године насеље изгубило статус града. Неке од породица су се преселиле у Бенепусту у Кишкуншагу, у власништву града, где је 1907. основано независно село.
Кружна брана која окружује Ладањ завршена је у марту 1856. за само 3 недеље уз рад људи који су живели у насељу. Насеље је прикључено на државну железничку мрежу 1882. године, чиме је окончана његова претходна изолација.

## Становништво
Године 2001. 89% становништва насеља се изјаснило као Мађари, 11% Роми.
Током пописа из 2011. године, 83,9% становника се изјаснило као Мађари, а 12,3% као Роми (16% се није изјаснило). 
Верска дистрибуција је била следећа: римокатолици 55,7%, реформисани 1,8%, лутерани 0,3%, неденоминациони 13,6% (25,5% се није изјаснило).
| Година     | 1980.         | 1990.         | 2001.         | 2010.           | 2011.         | 2013.           |
| Популација | 6,659 (попис) | 6.028 (попис) | 6.194 (попис) | 5.861 (процена) | 5.614 (попис) | 5.642 (процена) |
| ---------- | ------------- | ------------- | ------------- | --------------- | ------------- | --------------- |